# Pavlína Danková
Pavlína Danková (* 24. října 1963, Český Těšín) je česká moderátorka, dramaturgyně, tisková mluvčí Motolské nemocnice.

## Osobní život
Pavlína Danková pochází z Havířova, kde také navštěvovala základní školu do roku 1979. Poté studovala na gymnáziu. Na Konzervatoři Jaroslava Ježka vystudovala herectví a moderování.
V roce 2007 byla přijata na Univerzitu Jana Amose Komenského v Praze, kde studovala bakalářský obor Sociální a masová komunikace, který absolvovala v roce 2010. Poté ještě studovala navazující magisterký obor Sociální a masová komunikace na téže univerzitě a získala titul Mgr.
Je rozvedená, má syna Tomáše. Jejím partnerem je manažer pojišťovny Milan Beneš.
V roce 2011 jí byla diagnostikována rakovina prsu. Od té doby dochází na pravidelné lékařské kontroly.

## Profesní kariéra
Krátce pracovala v České televizi v pořadu Černé ovce. Od roku 1998 pracovala na televizní stanici TV Nova, kde moderovala a dělala dramaturgyni v pořadu Občanské judo, ale v roce 2011 byl pořad zrušen. Od té doby pracuje jako vedoucí Odboru komunikace Motolské nemocnice. V této funkci nahradila Evu Jurinovou, která byla odvolaná kvůli sporu s ředitelem Miloslavem Ludvíkem. Stala se také patronkou projektu Poplatkyzpet.cz, který každému klientovi zajistí navrácení poplatků za vedení úvěrových účtů.

## Filmografie (výběr)
- 2004 Redakce